# Chim cổ rắn
Chim cổ rắn là các loài chim trong họ Anhingidae, bộ Chim điên (trước đây xếp trong bộ Bồ nông). Hiện nay còn tồn tại tổng cộng 4 loài trong một chi duy nhất, một trong số đó hiện đang ở tình trạng gần bị đe dọa tuyệt chủng. Chúng được gọi là chim cổ rắn là do chúng có cổ dài và mảnh dẻ, tạo ra bề ngoài tương tự như những con rắn khi chúng bơi với phần thân chìm dưới mặt nước.

## Miêu tả
Chim cổ rắn là các loài chim lớn. Con trống có bộ lông màu đen hay nâu sẫm, mào mọc thẳng đứng trên đầu và mỏ lớn hơn của con mái. Chim mái có bộ lông nhạt màu hơn, đặc biệt là trên cổ và các phần dưới. Cả chim trống và chim mái có các chấm màu xám trên các lông vai dài và các lông vũ của mặt trên các cánh. Mỏ nhọn có các gờ răng cưa. Các chân chim cổ rắn có màng bơi, ngắn và ở gần phần cuối của thân. Bộ lông của chúng có thể thấm nước, tương tự như của chim cốc nên chúng phải rũ cánh để làm khô sau khi bơi lặn. Các tiếng kêu của chúng bao gồm các tiếng kêu ríu rít hay rất huyên náo khi chúng bay hoặc đậu. Trong mùa động dục, các con trưởng thành đôi khi có tiếng huýt gió như quạ kêu.

## Phân bố
Chim cổ rắn sinh sống ở khu vực vòng quanh xích đạo, trong vùng nhiệt đới và cận nhiệt đới. Chúng sống trong môi trường nước ngọt hoặc lợ và có thể tìm thấy trong các hồ, sông, đầm lầy, cửa sông, vịnh, phá và các cánh rừng đước ngập nước. Chúng có xu hướng tụ tập thành bầy đôi khi tới 100 con nhưng lại có đặc tính chiếm cứ lãnh thổ khá cao khi vào mùa sinh sản. Phần lớn là sống tĩnh tại và không di cư, tuy nhiên các quần thể lớn có thể có hiện tượng di cư.

## Thức ăn
Thức ăn chủ yếu của chim cổ rắn là cá có kích thước trung bình. Chúng dùng các mỏ nhọn của mình để xiên con mồi khi chúng lặn xuống dưới nước. Chúng có thể phóng mỏ của chúng về phía trước tương tự một mũi giáo. Chúng cũng ăn cả các động vật lưỡng cư như ếch và sa giông, các loài động vật bò sát như rắn và rùa cũng như các động vật không xương sống như côn trùng, tôm tép và các động vật thân mềm khác. Các loài chim này dùng chân của chúng để di chuyển dưới nước, đuổi theo và phục kích con mồi. Sau đó chúng đâm vào con mồi, chẳng hạn cá, để đem nó lên trên bề mặt nước, tung nó trong không gian để bắt và nuốt.

## Sinh sản
Chim cổ rắn là động vật có quan hệ tình dục kiểu một vợ-một chồng và chúng cặp đôi trong mùa sinh sản. Chúng có nhiều kiểu thể hiện khả năng để tìm kiếm bạn tình, bao gồm việc các con trống khoe mã để hấp dẫn con mái, các thể hiện chào mừng giữa con trống với con mái và các thể hiện liên kết cặp giữa các cặp. Trong mùa sinh sản, các túi nhỏ dưới cổ chúng đổi từ màu hồng hay vàng sang màu đen và phần da trên mặt chuyển từ màu vàng hay vàng-lục sang màu xanh thổ. Thông thường chúng giao phối và sinh sản theo từng bầy.
Sinh sản có thể diễn ra thành mùa hoặc quanh năm và thay đổi theo khu vực địa lý. Tổ của chúng được làm từ các cành cây non và được xây trên các ngọn cây hay trong các đám lau sậy, thường gần mặt nước. Ổ trứng có từ 2-6 trứng (thông thường khoảng 4) với vỏ màu lục nhạt, được ấp trong khoảng 25 - 30 ngày. Trứng nở không đồng thời. Cả chim bố và chim mẹ cùng chăm sóc các con và con non thuộc loại không tự kiếm mồi sớm được. Chúng đạt độ tuổi trưởng thành sau khoảng 2 năm. Nói chung chim cổ rắn có thể sống khoảng 9 năm.

## Phân loại
Họ chim này có quan hệ họ hàng rất gần với các họ khác trong bộ Bồ nông (Pelecaniformes). Hiện nay, nói chung người ta công nhận có 4 loài còn sinh tồn trong cùng một chi với danh pháp khoa học Anhinga. Chim cổ rắn phương đông là loài cận mức nguy hiểm. Sự phá hủy môi trường sinh sống cùng với các sự can thiệp khác của con người là những nguyên nhân chính làm cho số lượng của loài này bị suy giảm.

### Các loài còn sinh tồn

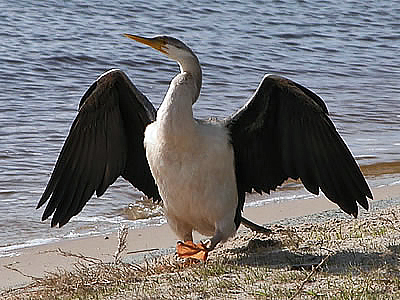
Chim cổ rắn mái

- Anhinga anhinga: Chim cổ rắn châu Mỹ
- Anhinga melanogaster: Điên điển phương Đông, chim cổ rắn phương đông
- Anhinga rufa: Chim cổ rắn châu Phi
- Anhinga novaehollandiae: Chim cổ rắn Úc

Các "loài" tuyệt chủng được biết đến nhờ các bộ xương ở Mauritius và Australia đã được đặt tên khoa học là Anhinga nana (chim cổ rắn Mauritius) và Anhinga parvus, nhưng chúng đã bị xác định sai lầm các bộ xương của chim cốc đuôi dài (Phalacrocorax africanus) và chim cốc nhỏ có mào (Phalacrocorax melanoleucos), một cách tương ứng (Olson, 1975). Tuy nhiên, trong trường hợp đầu tiên, chúng có thể thuộc về một phân loài đã tuyệt chủng, có thể tạm được gọi là Phalacrocorax africanus nanus (chim cốc Mauritius lùn) - trớ trêu thay, do nanus/nana có nghĩa là "lùn" nhưng các bộ phận còn sót lại của nó lại lớn hơn những phần tương ứng của những con chim cốc đuôi dài phân bổ rất gần về mặt địa lý.

### Hóa thạch
Có một lượng khá lớn các loài và các chi tiền sử chỉ tìm thấy từ các hóa thạch (chủ yếu là trong kỷ đệ Tam); trong số đó được đặt tên một cách thích hợp là Macranhinga, Meganhinga và Giganhinga, đại diện cho những con chim cổ rắn rất lớn và không biết bay.
Các loài tiền sửa của Anhinga được cho là phân bố trong các điều kiện khí hậu giống ngày nay, phân bố từ châu Âu trong Miocene ẩm hơn và nóng hơn. Dòng nhỏ hơn đã sống sót trong hơn 20 triệu năm. Các bằng chứng hóa thạch loài cho thấy chúng tập trung quan xích đạo, với loài trẻ hơn phân bố về phía đông của châu Mỹ, Hadley cell có vẻ là yếu tố chính giúp chi này vượt qua nguy cơ tuyệt chủng và sống sót:
- Anhinga subvolans (Brodkorb, 1956) (Miocene sớm, Thomas Farm, USA) – trước đây thuộc Phalacrocorax[6]
- Anhinga cf. grandis (Miocene giữa ở Colombia –? Pliocene muộn ở Trung-Nam Nam Mỹ)[7]
- Anhinga sp. (Sajóvölgyi Miocene giữa ở Mátraszõlõs, Hungary) – A. pannonica?[8]
- "Anhinga" fraileyi Campbell, 1996 (Miocene muộn–? Pliocene sớm ở Trung-Nam Nam Mỹ) – có thể thuộc Macranhinga[9]
- Anhinga pannonica Lambrecht, 1916 (Miocene muộn ở Trung Âu? và Tunisia, Đông Phi, Pakistan và Thái Lan –? Sahabi Pliocene sớm ở Libya)[10]
- Anhinga minuta Alvarenga & Guilherme, 2003 (Solimões Miocene muộn/Pliocene sớm ở trung-nam Nam Mỹ)[11]
- Anhinga grandis Martin & Mengel, 1975 (Miocene muộn –? Pliocene muộn ở Hoa Kỳ)[12]
- Anhinga malagurala Mackness, 1995 (Allingham Early Pliocene of Charters Towers, Australia)[13]
- Anhinga sp. (Early Pliocene of Bone Valley, USA) – A. beckeri?[14]
- Anhinga hadarensis Brodkorb & Mourer-Chauviré, 1982 (Pliocene muộn/Pleistocene sớm ở Đông Phi)[15]
- Anhinga beckeri Emslie, 1998 (Early – Late Pleistocene of SE USA)[14]

Protoplotus, một chi phalacrocoraciform nhỏ trong Paleogene ở Sumatra, từng được xem là một nhóm chim cổ rắn nguyên thủy. Tuy nhiên, nó cũng được xếp thành họ riêng (Protoplotidae) và có thể là một nhánh cơ bản của Sulae và/hoặc gần với tổ tiên chung của cormorants và chim cổ rắn.